# 迎暉門
迎暉門，俗称小东门，始建于1376年，为明太原府八大门之一。初名迎晖，清代亦称小东门。后演化为地区和街巷名。